# Jason Wilcox
Jason Wilcox (Farnworth, 15 marzo 1971) è un dirigente sportivo ed ex calciatore inglese, di ruolo centrocampista, responsabile del settore giovanile del Manchester City.